# Mahamadou Diawara
Mahamadou Diawara (Párizs, 1982. október 24. –) francia labdarúgó.
Pályafutása kezdetén francia harmadosztályú gárdákban játszott.
Már a 2006-2007-es szezon téli szünetében próbajátékon járt Zalaegerszegen, végül miután szerződése előző csapatában lejárt 2007 nyarán négyéves szerződést írt alá ZTE-hez.
A szezon előkészületi mérkőzésein rendre szerepet kapott, a Rapid Wien ellen gólt is lőtt.
Pályára lépett a Rubin Kazany elleni Intertotó-kupa mérkőzeseken is.
A bajnokság első fordulóiban csereként számított rá Slavko Petrovic vezetőedző.
Roguy Meyével együtt ő volt a ZTE első igazolt színes bőrű labdarúgója.
Sorozatos sérülései miatt azonban nem tudott meghatározó tagja lenni a csapatnak, ezért 2008 februárjában közös megegyezéssel szerződést bontottak vele. Ezután visszatért Franciaországba, a harmadosztályú Rodez csapatához.